# Natica sagraiana
Natica sagraiana är en snäckart som beskrevs av D'Orbigny 1842. Natica sagraiana ingår i släktet Natica och familjen borrsnäckor. Inga underarter finns listade i Catalogue of Life.